# Execução orçamentária
Execução orçamentária é a utilização dos créditos consignados no Orçamento Geral da União e nos créditos adicionais, visando à realização dos subprojetos e/ou subatividades atribuídos às unidades orçamentárias.
Assim, a execução orçamentária trata da execução das receitas e despesas públicas. Então, a Administração Pública deve utilizar os créditos previstos para as receitas e para a fixação das despesas.
O Orçamento-Geral da União é o instrumento utilizado pelo Governo Federal para definir como os recursos arrecadados dos cidadãos por meio dos tributos (impostos, taxas, etc.) serão aplicados em projetos e políticas públicas, visando o melhor atendimento de necessidades ou de demandas da sociedade.
No conjunto do Orçamento-Geral da União, cada órgão federal é beneficiado com orçamento próprio, para que possa desenvolver aquelas atividades relacionadas à sua área de atuação, uma vez que todos os programas desenvolvidos pelo Governo estão organizados por assuntos correspondentes aos ministérios.
Aqui estão divulgadas as despesas classificadas nos seguintes grupos de natureza: outras despesas correntes, investimentos e inversões financeiras, organizadas por programas e por detalhamento das despesas, pessoal e encargos sociais, juros e encargos da dívida e amortização da dívida. Esses três últimos grupos de natureza possuem dados disponíveis a partir de 2009. Essas informações são obtidas do Sistema Integrado de Administração Financeira do Governo Federal (SIAFI), atualizadas mensalmente para o ano corrente e de forma consolidada para exercícios anteriores.
Fonte: http://www3.transparencia.gov.br/TransparenciaPublica/jsp/execucao/execucaoTexto.jsf?CodigoOrgao=52121